# Le Scimmie
Le Scimmie è stato un gruppo musicale nato a Modena e attivo sulla scena musicale del beat italiano dalla metà degli anni sessanta ai primi anni settanta (1965-1974). Formatesi nel 1965 come una delle prime band di sole ragazze in Italia, nei nove anni di attività si sono registrati numerosi avvicendamenti tra le componenti, in particolare tra le batteriste. 
Personalità fisse della band sono state Nara Gavioli (basso), Lauretta Brancolini (organo elettrico) e, fino al 1972, Angela Raneri (chitarra). Tra le numerose batteriste, le due figure che hanno più caratterizzato musicalmente la storia del gruppo sono state Naida Salis, già batterista e fondatrice delle Stars, e Rosanna Capponi, che precedentemente aveva suonato nei Boston Quartet e nel gruppo misto Giudizio Universale. Dal 1969 fino allo scioglimento entra, come voce solista, Gina Zanasi in arte “Stella”.

## Gli esordi: l'Usignolo d’Oro

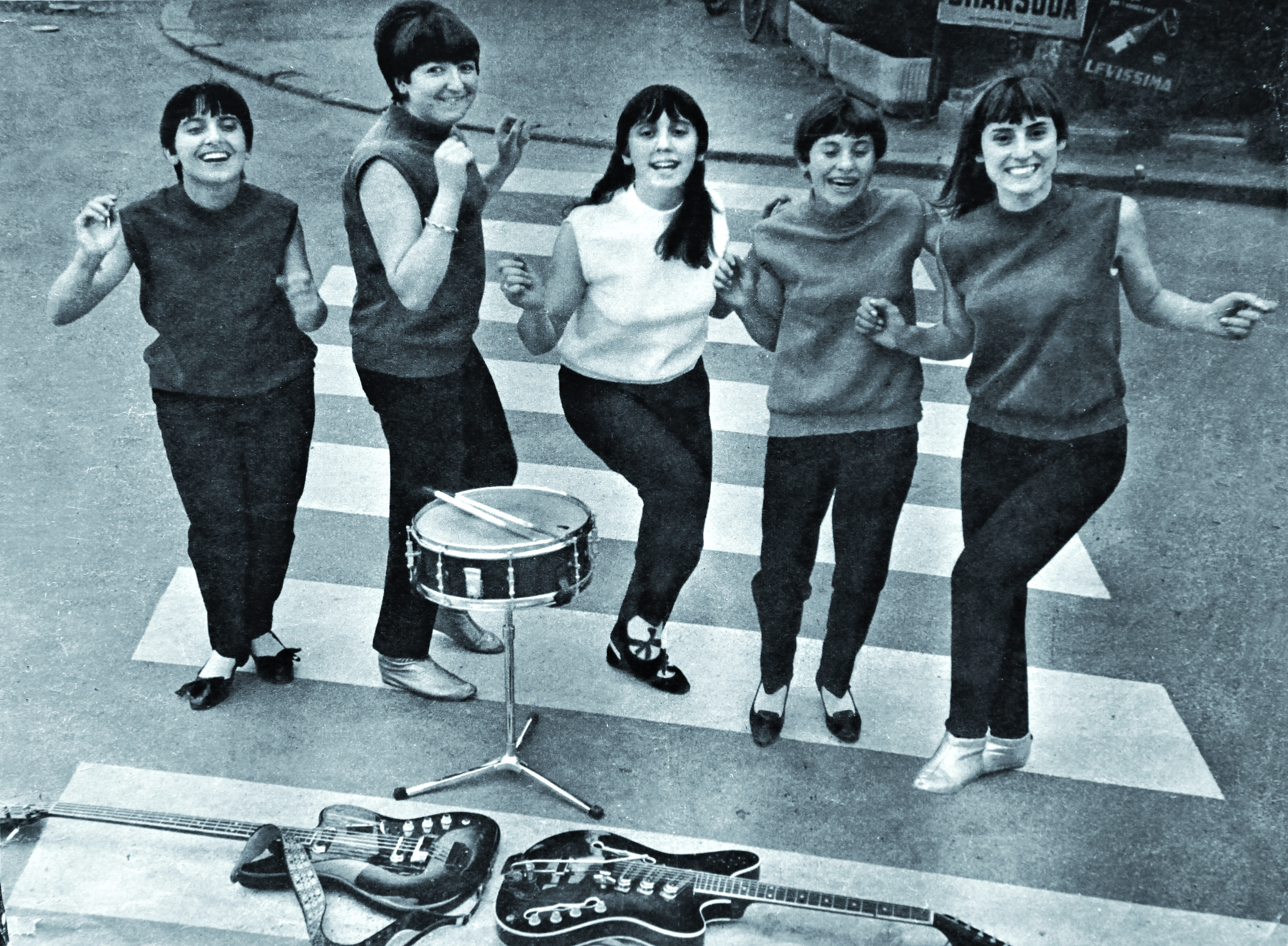
Le Scimmie in viale Crispi, a Modena, nel 1966

Il primo avviamento musicale del gruppo avviene sotto la guida del maestro Antonio Bononcini di Modena, che segue da vicino gli sviluppi della nuova musica beat in Italia. Come allieve della scuola di musica Bononcini, Le Scimmie sono ospiti al concorso canoro Usignolo d’oro nel 1965, edizione in cui Vasco Rossi si aggiudica il primo premio con la canzone Come nelle fiabe.
Attratte dalle nuove tendenze della scena beat, dominata dalla british invasion, le Scimmie escono dalla scuola Bononcini per affidarsi alla guida di Johnny Borelli, leader del gruppo Johnny e i Marines. Quando Johnny propone alle Scimmie di diventare la band di accompagnamento di Ambra Borelli, la Ragazza 77, il gruppo si divide intraprendendo due strade diverse: Gavioli, Brancolini e Raneri decidono di continuare come “Scimmie” autonomamente dopo aver trovato una nuova batterista. Il gruppo si pone così sotto la guida del maestro Odoardo Mozzarini, di Novi di Modena, che riunisce intorno alla sua scuola molte giovani promesse della nuova musica italiana, tra cui I Nomadi.

## I colori del futuro
Tra la fine degli anni sessanta e l'inizio degli anni settanta, Le Scimmie vivono una stagione particolarmente densa di concerti e di partecipazioni a Festival e programmi televisivi. Nel dicembre 1969 si aggiudicano la finale al talent show "Ci sai fare?", e nel 1972 va in onda un breve docu-film sulla storia del gruppo nel programma televisivo Rai Il suo nome per favore, condotto da Raf Vallone. Nello stesso 1972 le Scimmie sono ospiti al Festival di Pesaro per presentare il loro primo disco, I colori del futuro, inciso in 45 giri con i due brani I colori del futuro e Che vita è.

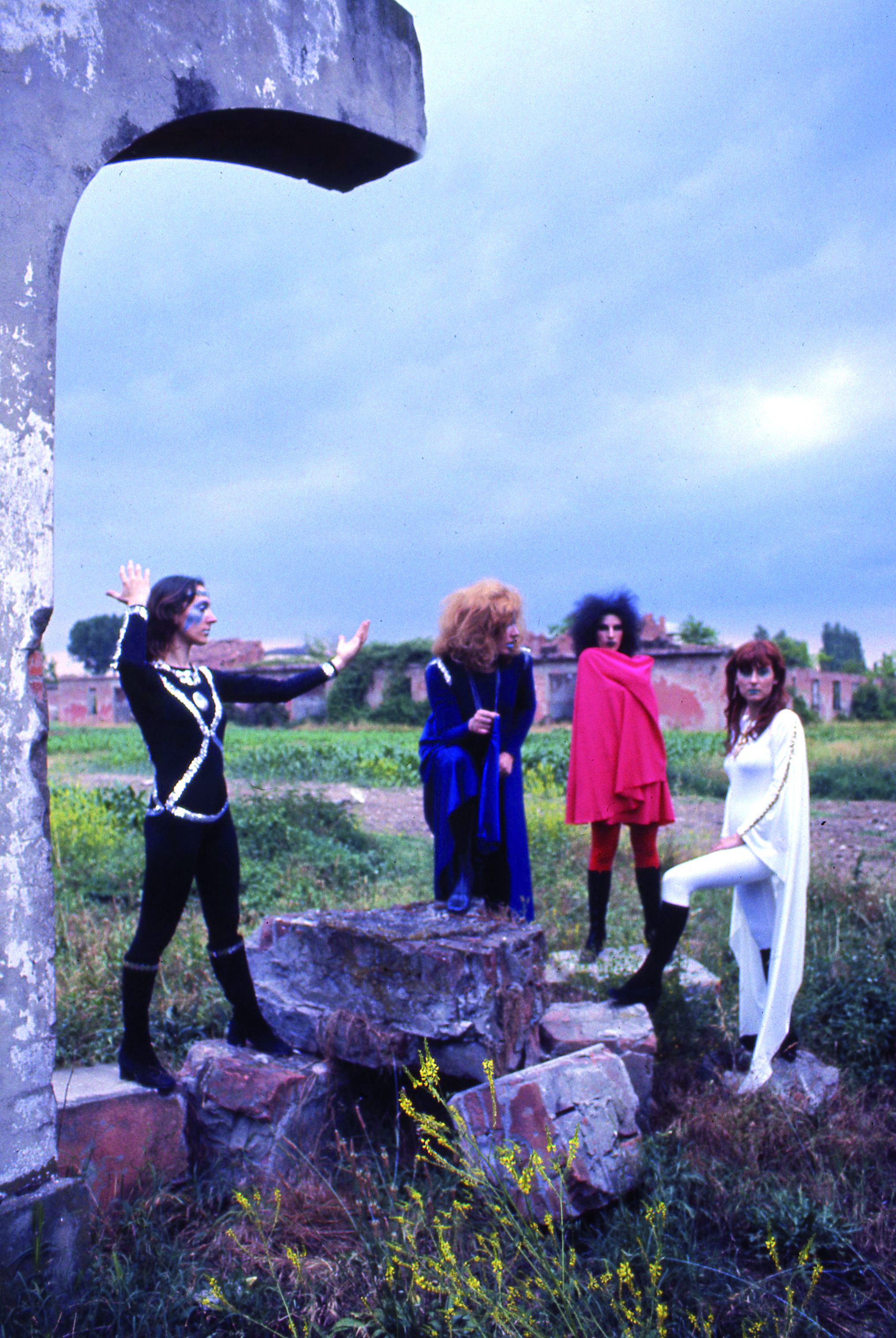
Le Scimmie in versione prog rock all'ex organizzazione Todt, a Modena, nel 1973

## Verso il rock progressivo: Opera rock
L’organista Brancolini ha nel frattempo sostituito l’organo Farfisa con l’organo Hammond: il gruppo si sta avvicinando alle sonorità e ai temi del rock progressivo, sotto la spinta determinante della batterista Rosanna Capponi, in arte Roxie. Negli ultimi due anni di attività Le Scimmie lavorano al progetto Opera rock, rimasto inedito ma suonato in più occasioni dal vivo. Di questo periodo è anche la composizione dell'Inno alla pace, ispirato alla comunità francese di Taizé.
Nel 1974, dopo aver rifiutato una breve tournée negli Stati Uniti insieme ai Gens, Le Scimmie decidono di sciogliere il gruppo. "La musica ci aveva insegnato a correre su nuove strade, oppure a fermarci per pensare una canzone, una semplice ingenua meravigliosa canzone da cantare senza avere paura".